# تورا-سان، دایی من
تورا-سان، دایی من (انگلیسی: Tora-san, My Uncle) یک فیلم کمدی ژاپنی محصول ۱۹۸۹ به کارگردانی یوجی یامادا است. این فیلم چهلمین و یکمین فیلم از مجموعه محبوب و طولانی‌مدت اوتوکو وا تسورای یو است.

## خلاصه
زمانی که توراجیرو برای اولین بار پس از مدتی به شیباماتا بازمی‌گردد، خواهرزاده‌اش میتسوئو (هیده‌تاکا یوشیئوکا) را می‌یابد که یک رونین (رد شده در کنکور) است اما تلاش کافی برای قبولی در سال بعد را نمی‌کند. ساکورا از توراجیرو می‌خواهد که با میتسوئو گفتگو کند و توراسان بلافاصله با او به یک بار مشروب فروشی در همان نزدیکی می‌رود. او که از میتسوئو می‌شنود که دلیل اینکه او نمی‌تواند یاد بگیرد عشق است، در حالی که از زندگی صحبت می‌کنند به میتسوئو مشروب می‌دهد. پس از بازگشت به خانه، توراجیرو با هیروشی پدر میتسوئو که با وجود کم سن بودن به او اجازه نوشیدن مشروب را داده، درگیر دعوای بزرگی می‌شود و روز بعد تورا سان به سفر می‌رود.

## ارزیابی انتقادی
هیده‌تاکا یوشیئوکا (در نقش میتسوئو) نامزد بهترین بازیگر نقش مکمل مرد در جایزه آکادمی فیلم ژاپن برای بازی در «تورا-سان، دایی من» شد. او این عنوان را در مراسم جایزه فیلم ورزشی نیکان کسب کرد. کومیکو گوتو (در نقش دوست دختر میتسوئو) نامزد بهترین بازیگر زن در جایزه آکادمی ژاپن شد. «کوین توماس» از لس آنجلس تایمز نوشت که این تورا -سان، مانند همه دیگر فیلم‌های این مجموعه، در به تصویر کشیدن زندگی گرم خانوادگی و زیبایی طبیعی، کشش نوستالژیک قوی برای ژاپنی که جادارتر، زیباتر و شخصی تر از امروز بود را به تصویر می‌کشد.